# Panga (Haapsalu)
Koordinaten: 58° 50′ N, 23° 34′ O
Panga ist ein Dorf (estnisch küla) in der Stadtgemeinde Haapsalu (bis 2017: Landgemeinde Ridala) im Kreis Lääne in Estland.
Der Ort hat 237 Einwohner (Stand 31. Dezember 2011).